# Monoprocessore
Con il termine monoprocessore si intende un sistema equipaggiato con 1 solo processore. Tale termine viene utilizzato per distinguere questo tipo di sistemi da quelli biprocessore e multiprocessore in cui sono presenti, come facilmente si può intuire, 2 o più processori che operano in parallelo. Normalmente i sistemi dotati più di 1 processore vengono utilizzanti negli ambiti in cui è richiesta una grande potenza di elaborazione, ed essi sono generalmente delle workstation o dei server.

## Sistemi
I sistemi destinati al settore desktop e mobile invece sono (praticamente) sempre basati su un unico processore che però dal 2005 può essere anche dual core ovvero formato da 2 core di elaborazione. Dal punto di vista del sistema operativo non vi è differenza tra un sistema monoprocessore dotato però di CPU dual core (o multi core) e un sistema biprocessore (o multiprocessore), in quanto quello che conta è il numero di core di elaborazione presenti nell'intero sistema.
La differenza tra i due approcci risiede nel costo finale dell'intero sistema. È indubbio che la produzione di un processore dual core costi molto meno della produzione di 2 processori single core, e a questo si deve aggiungere il maggiore costo dell'hardware pensato per i sistemi biprocessore, a partire dalla scheda madre che dovrà essere fornita di socket per giungere anche alla RAM, all'alimentatore del sistema, ecc. Questo avviene perché da sempre un sistema dotato di più di un processore è pensato interamente per l'utilizzo in campo professionale e tutto l'hardware progettato per questo particolare ambito di utilizzo è realizzato secondo criteri di qualità molto più severi, dato che l'integrità dei dati è fondamentale in ambito professionale.